# Héctor Croxatto
Héctor Croxatto Rezzio (Valparaíso, 3 de julio de 1908-Santiago, 28 de septiembre de 2010) fue un científico y académico chileno, galardonado con el Premio Nacional de Ciencias de Chile  en 1979.
Sus investigaciones se desarrollaron en áreas como la biología, fisiología, bioquímica e inmunología, y sus principales aportes se relacionaron con la hipertensión arterial, el sistema endocrino y el riñón.

## Biografía

### Familia y estudios
Su padre, David Nicolo Croxatto Superno —nacido en Cassana (pueblo del municipio de Borghetto di Vara, provincia de La Spezia, Italia) el 19 de octubre de 1875—, se trasladó a Valparaíso a fines de siglo XIX. Héctor nació en Valparaíso y pasó su infancia y adolescencia en Temuco donde estudió en el Liceo de Hombres compartiendo aula con el nobel de literatura Pablo Neruda. Emigra a Santiago, donde estudió medicina en la Universidad de Chile. Obtuvo el título de médico cirujano en 1930. Amplió sus estudios en Basilea y en la Universidad de Harvard.[cita requerida]
Es padre del médico Horacio Croxatto, y abuelo de la actriz Luz Croxatto y la coreógrafa Isabel Croxatto.

### Carrera académica
Al egresar de medicina, Croxatto se abocó a la investigación científica, a pesar de que esta actividad no era reconocida como una opción profesional e implicaba incertidumbre económica. Su primer trabajo de investigación fue bajo el alero del Instituto Sanitas, laboratorio privado cofundado por su maestro, Eduardo Cruz-Coke, que buscaba reducir la dependencia de productos farmacéuticos desde el extranjero a través de la producción local de medicamentos. Fue ahí donde, junto a sus hermanos Raúl y Arnaldo, lograron exitosamente sintetizar el DTT, un potente insecticida que desde entonces se comercializó como Tanax.
Fue académico en el Instituto de Educación Física y Técnica de la Universidad de Chile durante dos décadas. También fue profesor en la Facultad de Medicina de la Pontificia Universidad Católica de Chile, donde llegó a ser Secretario Académico en 1958, y posteriormente Decano de dicha facultad. Sus primeras investigaciones fueron sobre la composición de las vitaminas D y C en el Instituto Sanitas. Luego, en la Universidad de Chile, desarrolló investigaciones en el campo de la medicina deportiva, realizando estudios sobre la fisiología del esfuerzo, consistentes en el análisis de sangre y orina de deportistas para comprender el comportamiento de sus organismos en distintas situaciones. En el laboratorio de la Universidad Católica realizó su línea de investigación en biología experimental, con estudios sobre el sistema urinario y la presión arterial. En 1942, junto a su hermano Raúl, publicaron un artículo en la prestigiosa revista Science, descubriendo un nuevo péptido regulador de la presión arterial: la pepsitensina. Desde entonces desarrolló una larga y productiva línea de investigación, por lo que Croxatto fue reconocido como uno de los primeros científicos que, desde Chile, desarrolló una carrera con estándares y reconocimientos internacionales, acumulando más de una decena de publicaciones en las prestigiosas revistas Science y Nature. Desde entonces y a lo largo de su vida, Croxatto se mantuvo investigando una familia de péptidos que constriñen o dilatan los vasos sanguíneos, y por lo tanto suben o bajan la presión arterial. Fue pionero en el estudio de estos péptidos y sus avances en la disciplina lo hicieron mundialmente reconocido.
Croxatto fue también un comprometido educador de maestros escolares. En 1966 Juan Gómez Millas, entonces Ministro de Educación del gobierno de Eduardo Frei Montalva, lo nombró como el primer director del Centro de Perfeccionamiento y Experimentación del Ministerio de Educación Pública de Chile (CPEIP),, desde donde desarrolló programas para mejorar la educación científica del cuerpo docente basados en la idea de promover la curiosidad en los niños a través de la indagación y experimentación directa.
En 1969 se integró a la Academia Chilena de Ciencias del Instituto de Chile, y en 1976 fue nombrado Miembro de Número de la Academia Pontificia de las Ciencias de la Santa Sede. En 1990 fue fundador de la Fundación Chilena de Hipertensión Arterial.
Falleció el 28 de septiembre de 2010, a los 102 años.

## Reconocimientos
- Obtuvo el Premio Nacional de Ciencias en el año 1979.[5]
- En 1985 la Pontificia Universidad Católica de Chile le otorga el grado de Doctor Scientiae et Honoris Causa,[2]
- En 2002 la Universidad Metropolitana de Ciencias de la Educación le otorgó el mismo grado.[cita requerida]
- En 2005 Conicyt le entrega el Premio "Reconocimiento Ciencia y Sociedad".[2]